# مشروب غازي

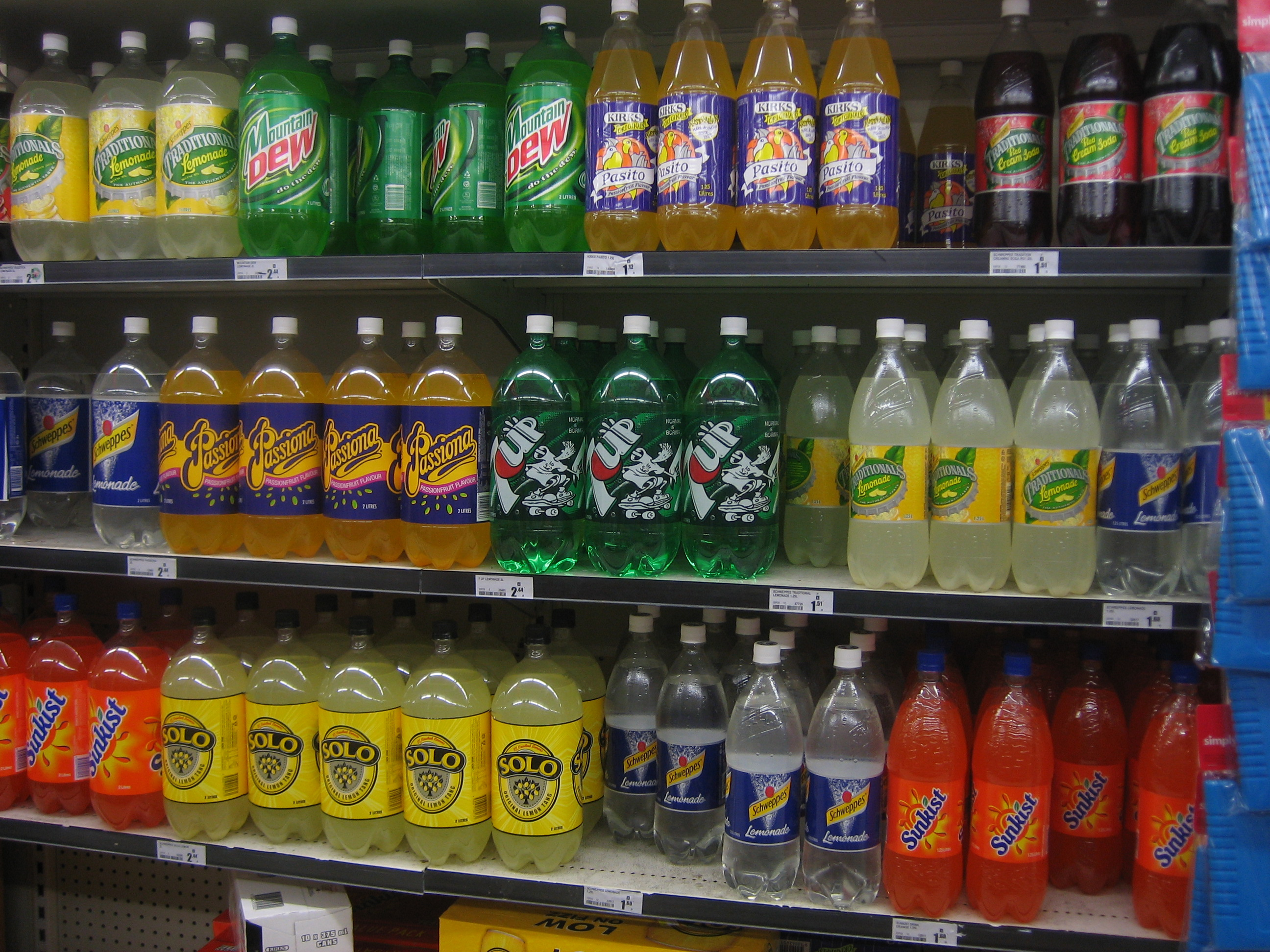
تشكيلة من المرطبات معروضة في مركز تجاري.

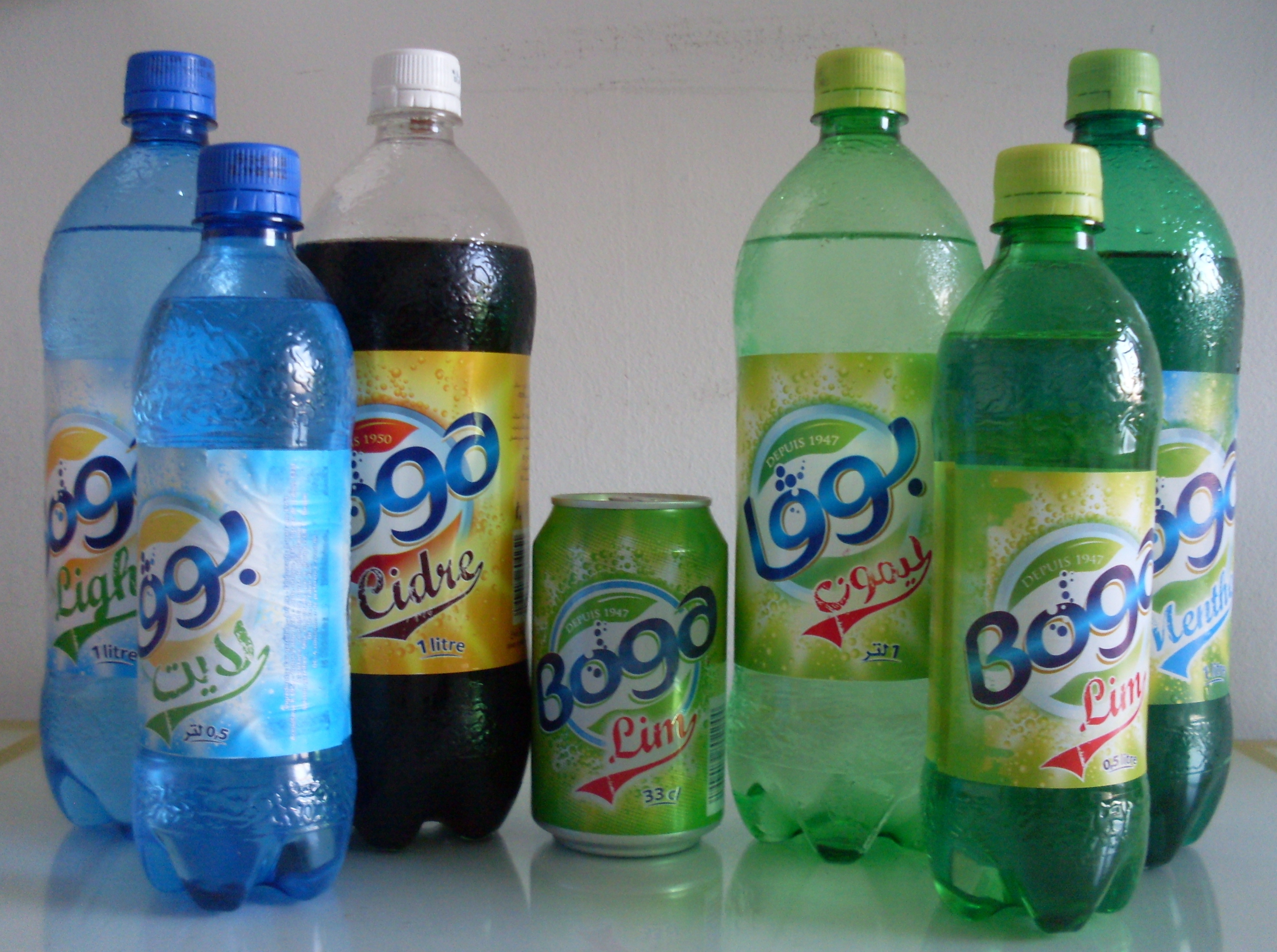
جزء من منتوجات بوڤا

المشروبات الغازية أو الباردة أو المرطبات هي أي مشروبات صناعية مضاف إليها مواد حافظة وغازات ونكهات تعطيها الطعم المميز الذي يختلف من نوع لآخر حسب النكهة المضافة، ومن أشهر أنواعها الكولا، المياه بنوعيها الفوارة والمنكهة، الشاي المثلج، شراب الليمون وبعض أنواع العصائر. أما الشكولاتة الساخنة، الشاي، القهوة، الحليب، العصائر ومخفوق الحليب فلا تعدّ من المشروبات الغازية.

## الأنواع الرئيسية
تختلف المشروبات الغازية حسب النكهة المضافة للمكونات الاصلية التي هي عبارة عن ماء وسكر ومواد حافظة وغازات، وهذه النكهات هي:
- الكولا وهي النكهة المضافة للبيبسي والكوكاكولا.
- الليمون ويضاف إلى السفن اب والسبرايت.
- البرتقال ويضاف إلى الميرنداوالفانتا.
- العنب ويضاف إلى مشروب الفيمتو.
- الفواكه المشكلة.

## القيمة الغذائية
إن جميع المشروبات الغازية تعدّ ذات قيمة غذائية منخفضة، لا تحتوي على البروتينات أو الدهون أو الفيتامينات والمعادن، وإنما هي عبارة عن سائل يحوي كميات كبيرة من السكريات الخاوية (أي الخالية من القيمة الغذائية)، وكمية قليلة جدا من الأملاح.
أما بالنسبة للمشروبات الغازية الخاصة بمرضى السكري والحمية الغذائية (الدايت)، فتركيبها مشابه للمشروبات الاعتيادية غير ان السكر استبدل بمركب الاسبرتام وهو عبارة عن حامضيين امينيين هما حامض الاسبارتيك وحامض الفينيل، اللذان يولدان الطعم الحلو عند اتحادهما. وهذا المركب لا يصلح لفئة من الناس (الذين يعانون من مرض الفينيل كيتون يوريا).

## أضرارها
إن المشروبات الغازية عبارة عن سوائل تحوي سعرات حرارية خاوية أي خالية من القيمة الغذائية، وبالإضافة إلى ذلك فهي ذات اثار وتفاعلات سيئة مع الاغذية الأخرى وتسبب حرمان شاربيها من الفائدة المرجوة عند تناول الاطعمة المفيدة معها.وان اضرارها عديدة يفضل تجنبها أو التقليل منها للوقاية.
ومن الاضرار الناتجة عن المشروبات الغازية:-
- ابطاء عملية الإيض: السكّر الاصطناعي الموجود في المشروبات الغازيّة القليلة السعرات من شأنها أن تبطئ عمليّة الأيض مما يساهم بزيادة الوزن بدل إنقاصه.
- الصداع: المكوّنات المُحلّية في المشروبات الغازيّة من شأنها أن تزيد نسبة الصداع لأنها تزيد من جفاف خلايا الرأس.
- زيادة التجاعيد: التناول المستمر للمشروبات الغازيّة القليلة السعرات من شأنه ان يخفّف معدّلات الحموضة في الجسم. هذا الأمر بدوره يزيل توهّج البشرة الطبيعي ويساهم بظهور علامات التقدّم في السن كالتجاعيد أو البقع الداكنة.[2]

### مرضى السكري
إن علبة واحدة من المشروبات الغازية تحتوي على ما يعادل 33غرام من سكر المائدة (السكروز) وهذا النوع من السكر سريع الامتصاص وبالتالي يرفع سكر الدم بشكل سريع وهذا بدوره يؤثر سلبا على التحكم بداء السكري، ولحل هذه المشكلة يمكن استبدال المشروبات الغازية العادية بتلك التي تحوي على المحلي الصناعي (الدايت).

### امتصاص الكالسيوم
إن للمشروبات الغازية تأثيرا سيئا على امتصاص الكالسيوم من الأمعاء، وذلك بسبب وجود حامضي الفوسفوريك والستريك اللذان يتحدان مع الكالسيوم الموجود في الغذاء الذي يتناوله الإنسان مصاحبا للمشروبات الغازية، وهذا يمكن ان يسبب نقصا في كمية الكالسيوم التي تصل إلى الدم وبالتالي إلى العظام، ومعروف أهمية الكالسيوم في بناء العظم وخاصة في سن الطفولة والمراهقة التي تعدّ وقت بناء العظام ونموها، أو فيما بعد سن الاربعين عندما تبدأ مشكلات داء المسامية وهشاشة العظام.

### امتصاص الحديد
ان مشروبات الكولا (البيبسي كولا والكوكاكولا) تحوي مادة الكافيين التي تؤثر سلبا على امتصاص الحديد مسببة بذلك فقر الدم الذي يعدّ من المشكلات الصحية المنتشرة بين الأطفال والمراهقين وتسبب لهم ضعفا عاما في الصحة وقلة في النشاط ونقصا في الشهية.

## زيادة الوزن
أن المشروبات الغازية تعمل على زيادة الوزن.

## المخاطر
ان خطر تناول مثل هذه المشروبات يتمثل في انخفاض قيمتها الغذائية لعدم احتوائها على البروتينات أو الدهون أو الفيتامينات والمعادن. محذرة من أن المشروبات الغازية قد انتشرت بشكل كبير بسبب عدة عوامل رئيسية والتي يلعب فيها الإعلان دورا كبيرا في ترويج هذه المشروبات.كما أن المشروبات الغازية بدأت تحل محل الحليب والعصائر الطبيعية الأمر الذي يمثل خطرا على الصحة.ويلاحظ مدى تضرر الأشخاص من جراء تناول مثل هذه المشروبات، وبالذات فئة صغار السن، ونلاحظ أيضاً جميع الوجبات التي يتناولها الأطفال لا تخلو من المشروبات الغازية، الأمر الذي أدى إلى استبدال شرب الماء بهذه المشروبات، فالمشروبات الغازية هي مشروبات صناعية مضافا إليها مواد حافظة وغازات ونكهات تعطيها الطعم المميز، كما أن جميع المشروبات الغازية تعدّ ذات قيمة غذائية منخفضة لا تحتوي على البروتينات أو الدهون أو الفيتامينات والمعادن، وانما هي عبارة عن سائل يحتوي كميات كبيرة من السكريات الخالية من القيمة الغذائية.

### امتصاص الكالسيوم
وعن تأثير المشروبات الغازية على امتصاص الكالسيوم أوضحت ان تناول المشروبات الغازية مع الغذاء يؤثر سلبا على امتصاص الكالسيوم من الأمعاء وذلك بسبب وجود حامض الفوسفوريك والستريك الذين يتحدان مع الكالسيوم الموجود في الغذاءالذي يتناوله الإنسان، وهذا يمكن ان يسبب نقصا في كمية الكالسيوم التي تصل إلى الدم وبالتالي إلى العظام، ومن المعروف أهمية الكالسيوم في بناء العظام ونموها وخاصة في سن الطفولة والمراهقة، أو فيما بعد سن الأربعين عندما تبدأ مشكلات هشاشة العظام.

### امتصاص الحديد
أما تأثير المشروبات الغازية على امتصاص الحديد فتقول العلي: تحتوي المشروبات الغازية على مادة الكافيين التي تؤثر سلبا على امتصاص الحديد مسببة بذلك فقر الدم الذي يعدّ من المشكلات الصحية المنتشرة بين الأطفال والمراهقين وتسبب لهم ضعفا عاما في الصحة وقلة في النشاط ونقصا في الشهية. كما يؤدي الكافيين إلى زيادة ضربات القلب وارتفاع ضغط الدم وزيادة الحموضة المعدية وزيادة الهرمونات في الدم مما قد يسبب التهابات وتقرحات للمعدة والاثنا عشر، كما يعمل على اضعاف ضغط صمام المريءالسفلي والذي بدوره يؤدي إلى ارتداد الطعام والأحماض من داخل المعدة إلى المريء مسببا الألم والالتهاب.

### الهضم
عن مقولة ان المشروبات الغازية والمساعدة على الهضم أوضحت ان من المعتقدات الخاطئة المنتشرة بين الناس ان المشروبات الغازية تساعد على الهضم وهذا غير صحيح، ويمكن تفسير الشعور الذي يحس به شاربها والغازات التي يخرجها بعد الشرب بسبب الغازات التي يحتوي عليها المشروب نفسه وليست من جراء هضم الطعام الموجود في المعدة، والمشروبات الغازية تسبب عسر الهضم لاحتوائها على مادة البيكربونات وهي مادة قلوية، لذا إذا تم تناولها بعد الطعام تتسبب في تقليل حمض المعدة الذي يلعب دورا مهما في عملية الهضم، حيث ان المشروبات الغازية تؤثر على وسط المعدة الحمضي إذ تتفاعل بما تحتويه من بيكربونات الصوديوم مع حمض المعدة، وينتج عن هذا التفاعل غازات تفتح أبواب المعدة عنوة لتدفع الطعام إلى الأمعاء قبل إتمام هضمه.

### غاز ثاني أوكسيد الكربون
وأيضا احتوائها على غاز ثاني اكسيد الكربون الذي يؤدي إلى حرمان المعدة من الخمائر اللعابية الهامة في عملية الهضم وذلك عند تناولها مع الطعام أو بعده وتؤدي إلى التقليل من دور الانزيمات الهاضمة التي تفرزها المعدة وبالتالي إلى عرقلة عملية الهضم وتقليل الاستفادة من الطعام.

### السكر
تحتوي العلبة الواحدة على ما يعادل 10 ملاعق سكر كافية لتدمير فيتامين (ب) والذي يؤدي نقصه إلى سوء الهضم وضعف البنية والاضطرابات العصبية والصداع والأرق والكآبة والتشنجات العضلية. والدايت منها تحتوي على المحليات الصناعية التي تهدد المخ وتؤدي إلى فقدان الذاكرة التدريجي وإصابة الكبد بالتليف.

### الكافيين
تحتوي على الكافيين الذي يؤدي إلى زيادة ضربات القلب وارتفاع ضغط الدم والسكر وزيادة الحموضة المعدية وزيادة الهرمونات في الدم مما قد يسبب التهابات وتقرحات للمعدة والاثناعشر كما يعمل على أضعاف ضغط صمام المريء السفلي والذي بدوره يؤدي إلى ارتداد الطعام والأحماض من داخل المعدة إلى المريء مسببا الألم والالتهاب.

### أحماض فسفورية
تحتوي على أحماض فسفورية تؤدي إلى هشاشة وضعف العظام وخاصة في سن المراهقة مما يجعلها أكثر عرضة للكسر.

### أحماض الفسفوريك
تحتوي على أحماض الفوسفوريك والماليك والكاربونيك التي تسبب تآكل طبقة المينا الحامية للأسنان. وبإمكانها تعرية طبقة المينا عن الأسنان تماما وجعلها ناعمة جدا في غضون يومين لاحتوائها على حمض الفوسفوريك، وقد تم الكشف على 101 طفل وتبين أن هناك علاقة بين تسوس الأسنان وزيادة تناول المشروبات الغازية.

### معدل الحموضة
معدل الحموضة في المشروبات الغازية: مثلا بيبسي كولا أو كوكاكولا معدل الأس الهيدروجيني له هو 3,4 أي أنه حمضي جدا. ودرجة الحموضة هذه قوية بمقدار يمكنه أن يذيب الأسنان والعظام! إن جسم الإنسان يتوقف عن إعادة بناء العظام عند سن الثلاثين. بعد هذا العمر وبحسب مقدار الحموضة التي نتجرعها في الطعام سد بحيث أنها تؤثر في وظائف الكلية وتؤدي لتكون حصوات فيها. (نسبة هذه الأحماض لا تعتمد على مذاق طعامنا ولكنها تعتمد على نسبة كل من البوتاسيوم، الكلور، المنغنيز، وغيرهم إلى الأملاح الفسفورية).